# Bulbophyllum moroides
Bulbophyllum moroides là một loài phong lan thuộc chi Bulbophyllum.